# Gerichtsamt Taucha
Das Gerichtsamt Taucha war in den Jahren zwischen 1856 und 1879 die unterste Verwaltungseinheit nach der Abschaffung der Patrimonialgesetzgebung im Königreich Sachsen. Es hatte seinen Amtssitz in der Stadt Taucha, nordöstlich von Leipzig.

## Geschichte
Nach dem 1854 erfolgten Tod des Königs Friedrich August II. von Sachsen wurde unter dessen Nachfolger  König Johann nach dem Vorbild anderer Staaten des Deutschen Bundes die Abschaffung der Patrimonialgesetzgebung verordnet. An die Stelle der bisher im Königreich Sachsen in Stadt und Land vorhandenen Gerichte der untersten Instanz traten die zentral gelegenen Bezirksgerichte und Gerichtsämter in nahezu allen größeren Städten. Die Details der Verwaltungsreform regelte das sächsische Gerichtsverfassungsgesetz vom 11. August 1855 und die Verordnung über die Bildung der Gerichtsbezirke vom 2. September 1856.
Stichtag für das Inkrafttreten der neuen Behördenstruktur im Königreich Sachsen war der 1. Oktober 1856. Das neugebildete Gerichtsamt Zwenkau unterstand dem Bezirksgericht Leipzig.
Die Zivil- und Kriminalgerichtsbarkeit im Weichbild der Stadt wurde in allen ihren Zweigen vom Gerichtsamt Taucha verwaltet. Die Polizei und die Polizeigerichtsbarkeit aber stand, mit Ausnahme des Pass- und Fremdenwesens, welches auch das Gerichtsamt Taucha verwaltete, dem Bürgermeister und städtischem Rat zu, dem somit die gesamte Wohlfahrts-, Sicherheits-, Gewerbe- und Gesindepolizei  sowie das Innungswesen unterstand.
Nach der Neustrukturierung der Gerichtsorganisation gemäß dem Gesetz über die Organisation der Behörden für die innere Verwaltung vom 21. April 1873 gingen die Verwaltungsbefugnisse der Gerichtsämter 1874 auf die umgestalteten bzw. neu gebildeten Amtshauptmannschaften über.
Seitdem das bisherige königliche Gericht als königliches Gerichtsamt bezeichnet wurde, führte sein Vorstand den Titel Gerichtshauptmann.
Das Gerichtsamt Taucha wurde im Zuge der Neustrukturierung der sächsischen Gerichtsorganisation gemäß dem Gesetz über die Organisation der Behörden für die innere Verwaltung vom 21. April 1873 in die im Jahre 1874 neugeschaffene Amtshauptmannschaft Leipzig mit Sitz in der Messestadt Leipzig integriert.
1879 wurde das Gerichtsamt Taucha auf Grund des Gesetzes über die Bestimmungen zur Ausführung des Gerichtsverfassungsgesetzes im Deutschen Reich vom 27. Januar 1877 und des Gesetzes über die Zuständigkeit der Gerichte in Sachen der nichtstreitigen Gerichtsbarkeit vom 1. März 1879 durch das neugegründete Amtsgericht Zwenkau abgelöst.

## Zuständigkeit
In die Zuständigkeit des Gerichtsamtes Taucha fielen die folgenden Orte:
| - Althen - Cleuden - Cradefeld - Cunnersdorf - Dewitz - Döbitz - Gottscheina - Graßdorf | - Hohenheida - Merkwitz - Mockau - Neutzsch - Panitzsch - Paunsdorf - Plaußig - Plösen | - Plösitz - Pönitz - Portitz - Seegeritz - Sehlis - Sommerfeld - Taucha |

## Schriftliche Überlieferung
Die Archivalien des Gerichtsamts Taucha werden als Bestand 20109 Gerichtsamt Taucha heute im Sächsischen Staatsarchiv – Staatsarchiv Leipzig verwaltet. Dieser Bestand umfasst 4,8 laufende Meter Archivgut aus den Jahren 1823 bis 1879.

## Weblink
- Eintrag zum Gerichtsamt Taucha im Digitalen historischen Ortsverzeichnis von Sachsen